# ФК Бордо
ФК Бордо (фр. Football Club des Girondins de Bordeaux) је професионални француски фудбалски клуб из града Бордоа, који тренутно игра у Првој лиги Француске. 
Домаће утакмице игра на савременом стадиону Матмут Атлантик  , капацитета преко 40.000 места, који је отворен 2015. године. Клуб је освојио шест титула у националном првенству, последњи пут у сезони 2008/09, четири пута Куп, а такође је по три пута освајао Лига Куп и Суперкуп Француске. Клуб је од 2018.  у власништву конзорцијума америчких инветиционих фондова КСКМ и ГАКП који су клуб после великих финансијских проблема откупили од француске телевизијске станице M6.

## Успеси

### Национални
- Прва лига Француске
  - Првак (6): 1949/50, 1983/84, 1984/85, 1986/87, 1998/99, 2008/09.
  - Друго место (9): 1951/52, 1964/65, 1965/66, 1968/69, 1982/83, 1987/88, 1989/90, 2005/06, 2007/08.
- Друга лига Француске
  - Првак (1): 1991/92.
- Трећа лига Француске
  - Првак (3): 1937, 1944, 1953.
- Куп Француске
  - Освајач (4): 1941, 1986, 1987, 2013.
  - Финалиста (6): 1943, 1952, 1955, 1964, 1968, 1959.
- Лига куп Француске
  - Освајач (3): 2002, 2007, 2009.
  - Финалиста (3): 1997, 1998, 2010.
- Суперкуп Француске
  - Освајач (3): 1986, 2008, 2009.
  - Финалиста (3): 1968, 1985, 1999.
- Куп Шарл Драго
  - Финалиста (1): 1965.

### Међународни
- Латински куп
  - Финалиста (1): 1950.

- Куп Алпа
  - Победник (1): 1980.
  - Финалиста (1): 1972.

- УЕФА куп
  - Финалиста (1): 1995/96.

- Интертото куп
  - Победник (1): 1995.

## Тренутни састав
16. новембар 2024. 
| Бр. |                            | Позиција | Играч                    |
| --- | -------------------------- | -------- | ------------------------ |
|     | Француска                  | Г        | Овер Мондонда            |
|     | Мали                       | Г        | Ласана Дијабате          |
|     | Француска                  | Г        | Жорж Гримо               |
|     | Француска                  | О        | Жан Гријо                |
|     | Комори                     | О        | Глен Јунус               |
|     | Француска                  | О        | Насим Ранем              |
|     | Француска                  | О        | Натанел Беј              |
|     | Француска                  | О        | Нама Фофана              |
|     | Француска                  | О        | Дрис Тришар              |
|     | Француска                  | О        | Секо Фофана              |
|     | Француска                  | О        | Омар Сане                |
|     | Француска                  | О        | Адријен Луво             |
|     | Централноафричка Република | О        | Седрик Јамбире (капитен) |
|     | Бенин                      | О        | Јусуф Асожеба            |
|     | Сенегал                    | О        | Ђибрил Диав              |
|     | Француска                  | О        | Жонатан Абонкл           |
|     | Француска                  | С        | Eмрик Депусе             |
|     | Француска                  | С        | Ен'Фамади Диаби          |

| Бр. |                 | Позиција | Играч           |
| --- | --------------- | -------- | --------------- |
|     | Тунис           | С        | Исам Бен Кемис  |
|     | Француска       | С        | Жуна Зуколото   |
|     | Француска       | С        | Виси Ендонг     |
|     | Француска       | С        | Нолан Бонте     |
|     | Француска       | С        | Јуне Кабуни     |
|     | Обала Слоноваче | С        | Тома Трази      |
|     | Француска       | Н        | Амиду Јамеого   |
|     | Француска       | Н        | Малори Нок      |
|     | Француска       | Н        | Јани Мерђи      |
|     | Француска       | Н        | Ноа Рамон       |
|     | Француска       | Н        | Жереми Гран     |
|     | Сенегал         | Н        | Пап Масар Ђите  |
|     | Француска       | Н        | Малик Сек       |
|     | Француска       | Н        | Суфијан Бааса   |
|     | Енглеска        | Н        | Енди Керол      |
|     | Холандија       | Н        | Сафуан Карим    |
|     | Уганда          | Н        | Травис Мјутиаба |
|     | Енглеска        | Н        | Емаду Диало     |